# Histoire de la Savoie de 1416 à 1792
Cet article a pour sujet l'histoire durant la période moderne de l'entité géographique et historique appelée Savoie. Pour consulter l'article principal, lire : Histoire de la Savoie. Pour l'histoire des départements français, voir les articles spécifiques : Histoire de la Savoie (département) et Histoire de la Haute-Savoie.

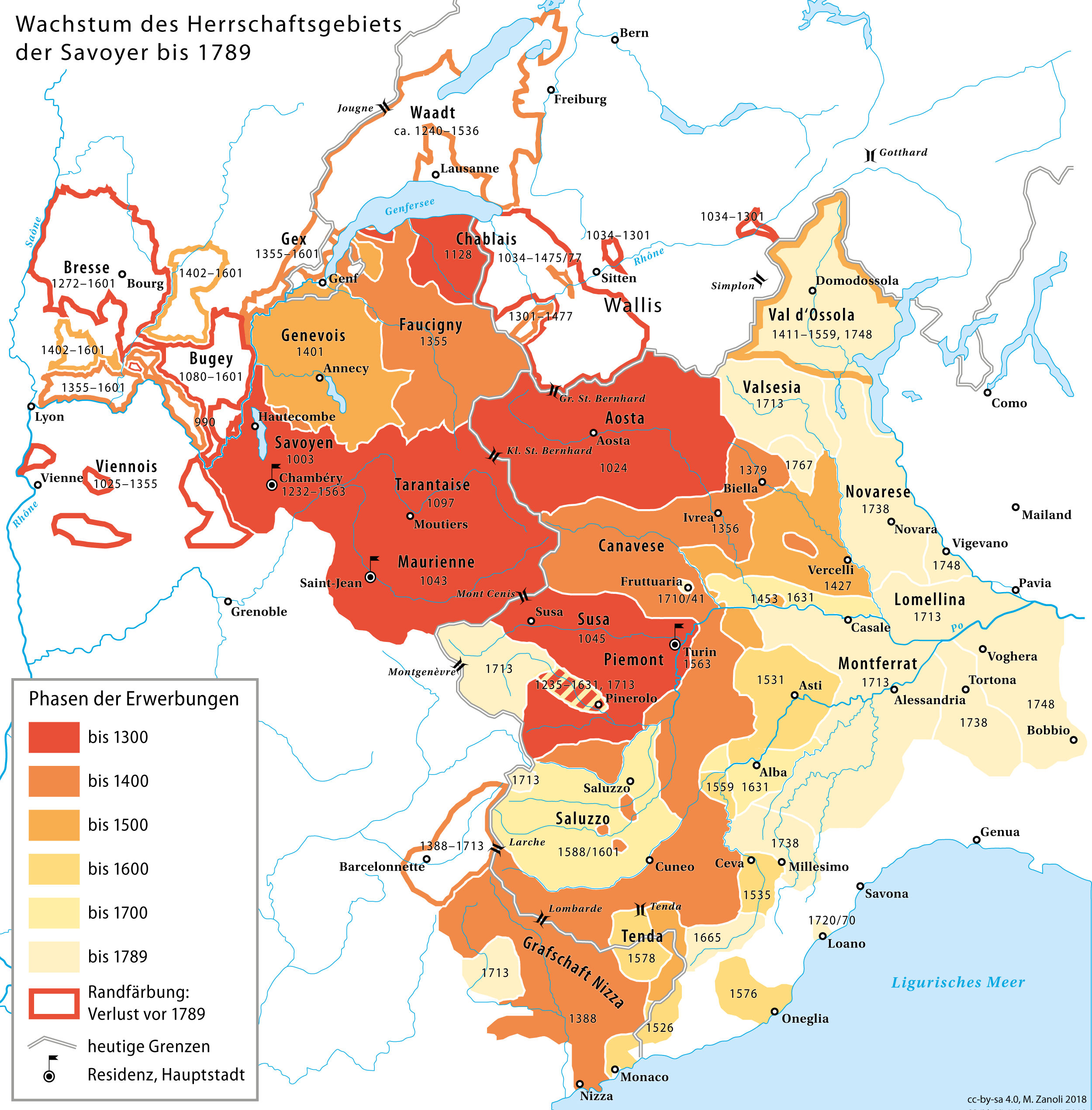
Evolution territoriale des Etats de Savoie de 1300 à 1789
Avant 1300
De 1300 à 1400
De 1400 à 1500
De 1500 à 1600
De 1600 à 1700
De 1700 à 1789

L'histoire de la Savoie de 1416 à 1792 débute avec l'érection du comté de Savoie en duché en 1416 et se termine avec l'annexion de ce territoire par les troupes révolutionnaires françaises en 1792. Ce découpage s'apparente à la période que l'on appelle couramment « époque moderne ».
Au cours de cette période, la principauté savoyarde affirme son pouvoir et sa maîtrise des cols alpins occidentaux. Elle rencontre toutefois des revers face à son puissant voisin, le royaume de France, notamment lorsqu'en 1601, elle perd le territoire de la Bresse. Cette période est aussi marquée par des occupations du duché par la France en 1536-1559, puis 1600-1601, 1689 et encore entre 1703 et 1713. Les menaces françaises font prendre conscience aux ducs de Savoie de la situation délicate de leur capitale, Chambéry, située à une relative proximité de la frontière franco-savoyarde. Le duc Emmanuel-Philibert, dit Tête de Fer prend la décision de la transférer sur le versant italien des Alpes, par delà les monts, dans la ville de Turin, en 1562. La Savoie n'est plus désormais le cœur de la principauté. Les Espagnols s'installent eux aussi entre 1742 et 1749. Cette époque moderne prend fin avec une nouvelle occupation en 1792 par les troupes révolutionnaires

## La Savoie auXVesiècle

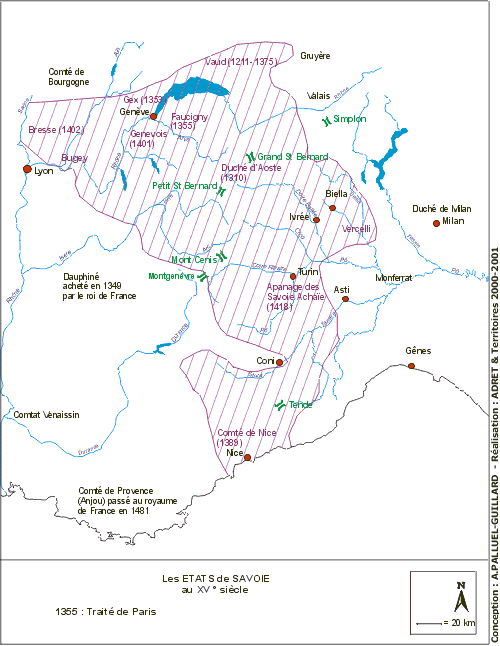
Source : Assemblée des Pays de Savoie.

### Accroissement du duché

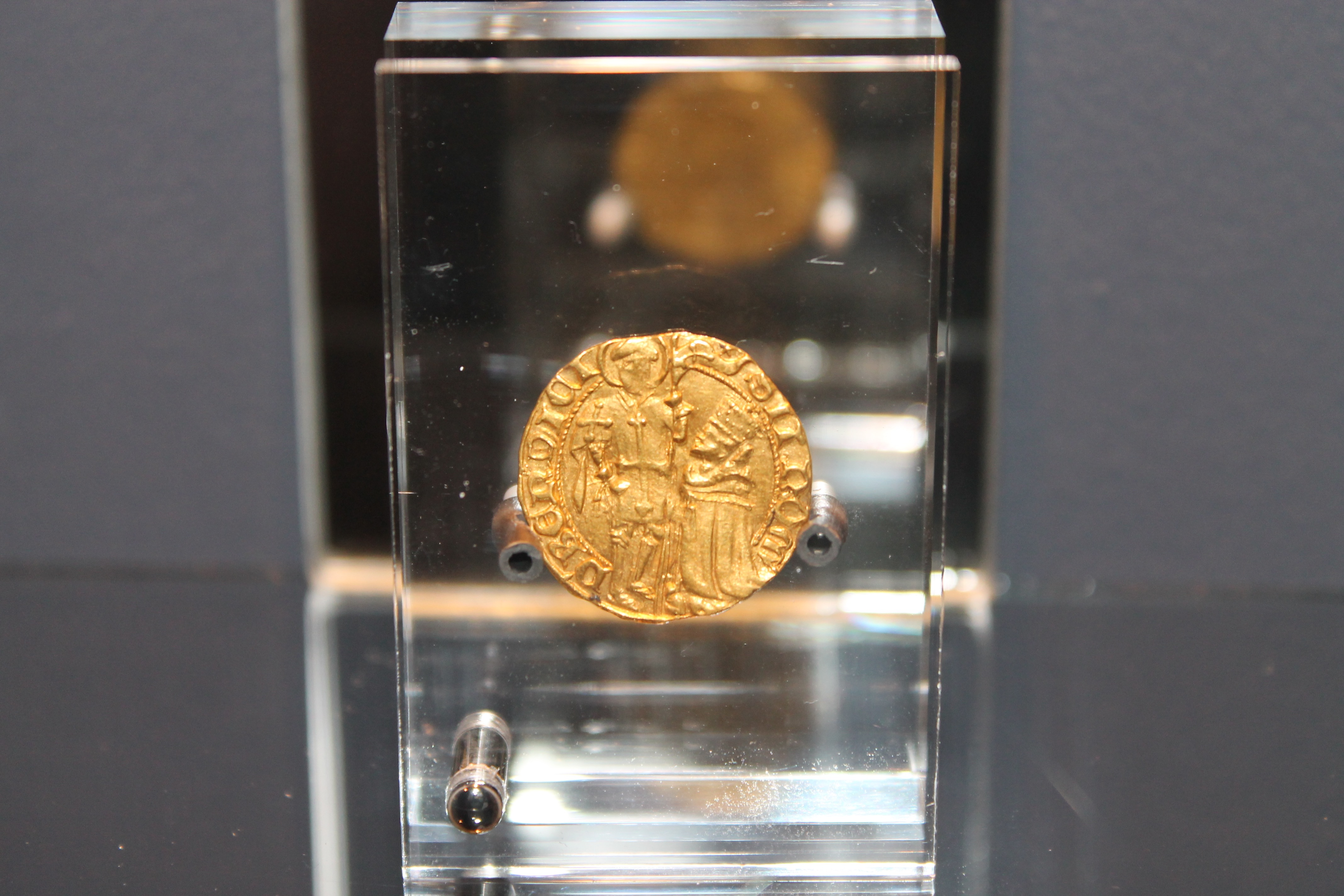
Ducat d'or (1430, Musée monétaire, Lausanne), frappé pour célébrer l'érection du comté en Duché. Amédée, vêtu du manteau et du bonnet ducal, est agenouillé devant saint Maurice, le saint patron de la Savoie.

La plupart des auteurs, comme Robert Avezou considèrent le règne d'Amédée VIII, de 1416 à 1451 comme l'apogée du comté savoyard. Le 19 février 1416, marque l'érection du comté de Savoie en duché, par l'empereur Sigismond, qui de passage par Chambéry, récompense la noblesse d'esprit, la droiture de cœur, la prudhommie du vaillant chevalier Amédée VIII,. Ce titre héréditaire sera transmis à ses descendants mâles par ordre de primogéniture, jusqu'à l'accession ultérieure aux titres de roi de Sicile, puis de roi de Sardaigne, pour aboutir enfin à celui de roi d'Italie.
En 1418, le domaine ducal s'accroit avec le rattachement définitif du Piémont, à la suite du décès sans postérité de Louis d'Achaïe, qui a choisi comme héritier légitime son beau-frère Amédée VIII. En 1430, l'État de Savoie comprend, en plus de la Savoie propre (région de Chambéry), le Bugey, la Bresse, le Chablais, le Faucigny, le Genevois, Genève et le Pays de Vaud, la Maurienne et la Tarentaise, les vallées d'Aoste et de Suse, l'apanage de Piémont et le pays de Nice. La cour d'Amédée VIII est brillante, avec environ trois cents dignitaires, le château de Chambéry apparait dans toute sa splendeur, sauf peut-être sa chapelle non encore terminée. La Maison de Savoie possède le contrôle des cols et passages du Valais à la Méditerranée. Entre monarchies françaises, germaniques, espagnoles ou autrichiennes, les souverains savoyards par leurs alliances deviennent incontournables en Europe.
Ayant convoqué le 7 novembre 1434, à Ripaille, une assemblée, le duc Amédée VIII annonce qu'il renonce à la souveraineté de ses États au profit de son fils Louis, pour se retirer dans son ermitage de Ripaille avec six compagnons. Il reçoit le même jour, des mains du prieur, l'habit et le capuchon d'ermite. Amédée VIII continue cependant à gouverner et à conseiller son fils dans le gouvernement du pays jusqu'en 1440. Il abdique officiellement en faveur du duc Louis Ier de Savoie, le 6 janvier 1440.
Amédée VIII est élu pape, le 5 novembre 1439, sous le nom de Félix V,. Cependant, le pape Eugène IV continue d'exercer son pontificat jusqu'à son décès survenu le 22 février 1447. Il sera remplacé par le pape Nicolas V, élu à Florence par la Curie romaine. Les principaux souverains catholiques récusent la légitimité de Félix V qu'ils considèrent  comme un antipape. Il prend alors la décision d'abdiquer par une bulle du 7 avril 1449 et va se retirer dans son ermitage de Ripaille. Le nouveau pape Nicolas V approuve l'attitude de son ancien rival et le nomme administrateur des diocèses de Genève et de Lausanne. Le duc Amédée VIII meurt à Genève le 7 janvier 1451.

### Les réformes:Statuta Sabaudiae
Une fois élevé au titre ducal, Amédée VIII demanda à des juristes de refondre et d'unifier les multiples lois en vigueur dans les divers territoires du nouveau duché. Cette nouvelle constitution sera connue sous le nom de Statuta Sabaudiae (« Statuts de Savoie ») ou Réformes universelles de Savoie.
- Le Chancelier de Savoie est le deuxième personnage de l'État, après le souverain. Il préside de droit le Conseil itinérant, une sorte de Sénat de qui relèvent les affaires diplomatiques, financières et judiciaires. Ses membres sont nommés à vie par le duc parmi la noblesse et les hauts fonctionnaires.
- Les Assemblées des trois États ont vocation à établir un lien entre le duc et le peuple. Ce sont en quelque sorte des États-Généraux qui se réunissent dans des lieux variables et qui votent le montant de l'impôt qui a encore un caractère extraordinaire.
- Un Conseil Résident qui siège à Chambéry représente le sommet de l’édifice judiciaire. Dans les provinces, la justice est exercée par les Juges Mages, alors qu'à l'échelon local, c'est l'affaire des juges ordinaires et des châtelains. Cette justice d'État coexistera, jusqu'au milieu du XVIIIe siècle avec une justice seigneuriale[9].

Si les Statuts codifient les diverses institutions, en même temps d'ailleurs qu'ils affirment que toute justice vient de Dieu, ils laissent de côté ce que nous appelons maintenant le droit civil. Les différentes obligations sont laissées à la discrétion des parties intéressées, et leur mise en forme est l'affaire des notaires, omniprésents. Dans la seule localité de Rumilly, on a pu en dénombrer quarante.
Amédée VIII fait plus encore pour la cause de la civilisation: Il supprime le Jugement de Dieu, en souvenir d'Othon III de Grandson , injustement accusé, qui, le 7 août 1397, en présence d'Amédée VIII encore enfant, avait payé de sa vie un crime qu'il n'avait pas commis

### Les services publics auXVesiècle
Ce que nous appelons aujourd'hui services publics au premier rang desquels se trouvent l'instruction et l'assistance publique ne ressort pas au XVe siècle des attributions des princes et des seigneurs et, lorsqu'ils y contribuent, "on serait tenté de donner les caractères d'une générosité privée aux dépenses des princes dans ces domaines, si l'on ne savait pas combien étaient indécises les limites entre leurs richesses propres et les profits de leur gouvernement". L'Église considère par contre que l'enseignement fait partie de sa mission. En Savoie, notamment, avant le XVe siècle, les ecclésiastiques et les laïques instruits sont issus des écoles d'évêchés et des monastères. An niveau des villages, certains prêtres zélés donnent également des leçons. À côté des institutions ecclésiales, des villes comme Chambéry ou Montmélian rémunèrent également des "maîtres d'écoles". De plus, à partir du XVe siècle se développe un mécénat privé: Un usage qui durera jusqu'au XVIIIe siècle pousse les plus fortunés à léguer un peu de leurs biens afin qu'un maître puisse instruire la jeunesse. C'est ainsi qu'apparaissent de petits collèges, financés par les villes et les particuliers, qui peuvent produire les gros bataillons de notaires que consomme la Savoie, mais aussi des personnalités plus en vue comme Guillaume Fichet qui deviendra recteur de l'Université de Paris et qui est issu du collège de La Roche. Mais d'une façon générale, l'élite intellectuelle, c'est-à-dire les juges mages et les membres des Conseils et de la Chambre des comptes doivent parfaire leur formation dans une grande université européenne comme Paris, Pavie ou Avignon. Le peuple reste en majorité analphabète, comme c'est le cas en Europe, mais quelle que soit l'admiration que l'on peut porter aux vestiges archéologiques de l'époque et à la relative prospérité des États de Savoie, dans le domaine culturel, la Savoie reste en ce début de la Renaissance, provinciale, c'est-à-dire tributaire et imitatrice de ce qui se faisait en France ou en Italie. Un très grand nombre d'hôpitaux parsèment la Savoie ancienne.

## La décadence de l'État de Savoie (1440-1553)

### Le règne du duc LouisIerde Savoie (1440-1465)
Le duc Louis Ier de Savoie, prince de Piémont, succède à son père, le duc Amédée VIII (1383-1451), ce dernier ayant abdiqué le 6 janvier 1440,.
Sous le règne de Louis Ier, le gouvernement du duché de Savoie va être soumis aux « caprices » d'Anne de Lusignan (1418-1462), son épouse,. En effet, cette dernière, fille du roi Janus de Chypre, est entourée à la cour de Chambéry, puis du château de Ripaille (Thonon), par des courtisans chypriotes dont l'influence sur les décisions du pouvoir est considérée, par l'historiographie, comme à l'origine d'une certaine décadence de l'État. Les intrigues et la corruption  qui règnent à la cour de Savoie entraînent la désaffection du peuple savoyard, des seigneurs et jusqu'au troisième fils du duc Louis Ier, en la personne de Philippe Sans Terre, le futur duc Philippe II de Savoie. Ce dernier se compromet notamment dans l'assassinat du chancelier, Jacques de Valpergue (de Valperga), noyé en un sac, dans le Léman,.
La participation du duc Louis Ier à la guerre de succession du Milanais en 1447, tombé aux mains de son allié, Francesco Sforza, et à l'expédition de Chypre, épuise les finances de l'État.
En 1452, Le duc Louis Ier et son épouse font l'acquisition du Saint Suaire qui est précieusement déposé dans l'église des Cordeliers de Chambéry. Il est transféré ultérieurement dans la Sainte chapelle de Chambéry en 1502. En 1578, le Saint-Suaire est définitivement installé à Turin par le duc Emmanuel-Philibert de Savoie.
Pendant les vingt-six années de son règne, le duc Louis Ier a abandonné les droits de sa maison sur le Diois et le Valentinois. Il a vendu la principauté des Dombes au duc de Bourbon, la baronnie de Gex au comte de Dunois et restitué Domodossola au duc de Milan.
Nonobstant ces considérations, il reste à relever un élément caractéristique du règne du duc Louis Ier de Savoie. Par sa politique d'alliance matrimoniale, il obtient la protection du royaume de France. Toutefois, son puissant voisin se montrera parfois encombrant, et même envahissant, pour les futures générations : sa fille, Charlotte de Savoie, épouse en 1451 le dauphin de France, futur roi Louis XI. Elle sera la mère du roi de France, Charles VIII, et son fils et successeur, Amédée, épouse en 1452, Yolande de France, la fille du roi de France, Charles VII, et la sœur de Louis XI. Le duc Louis Ier est ainsi l'arrière-grand-père maternel du roi de France, François Ier, fils de Louise de Savoie.

### Le règne du duc Amédée IX de Savoie (1465-1472)
Amédée IX de Savoie succède à son père Louis Ier de Savoie, mort le 29 janvier 1465 à Lyon.
Le duc Amédée IX est atteint d'épilepsie. Il confie le gouvernement à sa femme, Yolande de France. Cette dernière est confrontée à son beau-frère, Philippe sans terre, qui tente de se substituer à son frère Amédée IX défaillant. Mais, Yolande, femme de caractère, conserve la direction politique des États de Savoie. Elle se contente de céder à son beau-frère l'apanage du comté de la Bresse. Il sera désormais désigné sous le nom de Philippe de Bresse.
Devant les menaces d'intrusion de Philippe de Bresse, elle décide de se transporter à Verceil avec sa cour, sous la protection de son voisin, le duc de Milan.  Amédée IX est mort à Verceil en 1472 à l'âge de 35 ans. Sa vie est considérée comme exemplaire. Saint-François de Sales obtient du pape Paul V, sa béatification en 1677.

### La régence de Yolande de France
Le jeune duc Philibert Ier de Savoie, fils d'Amédée IX, succède à son père en 1472 à l'âge de 7 ans. Les barons se réunissent à Verceil et nomment sa mère, la duchesse, régente des États de Savoie.
Philippe de Bresse qui convoite le pouvoir, obtient la protection du roi de France Louis XI, face à son adversaire, le duc de Bourgogne, Charles le Téméraire, allié de la Savoie. Ce dernier ayant subi une lourde défaite à la Bataille de Morat, le 22 juin 1476, face aux Suisses alliées de Louis XI, se méfie d'un retournement d'alliance. Il va enlever la duchesse à Gex, cependant que le jeune duc Philibert, pris en charge par un officier de la cour de Savoie, est placé sous la protection de son oncle Jean-Louis de Savoie, évêque de Genève.
En l'absence de la duchesse, le roi Louis XI va assumer la régence des États de Savoie et envoie Philippe de Bresse à Turin, comme lieutenant-général. En octobre 1476, la duchesse Yolande parvient à s'enfuir de Bourgogne. Elle se retire à Chambéry, avant de se rendre au Piémont où elle meurt en 1478.
Son fils, le jeune duc Philibert Ier de Savoie meurt le 22 avril 1482 à Lyon, à l'âge de 17 ans, sans avoir pris réellement le pouvoir. Le roi de France Louis XI maintenait sa domination par l'intermédiaire du gouverneur Louis de Seyssel, comte de La Chambre, (1445-1517), qui administrait le pays, conjointement avec le comte Philippe de Bresse.

### Le règne du duc CharlesIerde Savoie (1482-1490)
Le duc Charles Ier de Savoie (1468-1490), troisième enfant d'Amédée IX, succède à son frère Philibert Ier en 1482.
Âgé de 14 ans, peu de temps après son avènement, le duc Charles Ier parvient à obtenir l'éloignement de son oncle Philippe de Bresse qui entendait bien continuer à gouverner le pays en ses lieu et place. Philippe de Bresse est nommé gouverneur du Dauphiné en 1485, sous le règne du jeune Charles VIII, âgé de 15 ans, qui venait de succéder à son père, Louis XI.
Le règne de Charles Ier est assombri par le conflit entre les États de Savoie et le Marquisat de Saluces. Le marquis de Saluces ayant refusé de rendre hommage de son fief au duc de Savoie, ce dernier déclenche la guerre en novembre 1486. Les Savoyards prennent Pancalieri et font le siège de Saluces qui se rend après trois mois de résistance. Le marquisat de Saluces est désormais aux mains du duc de Savoie.
Toutefois, par l'entremise du roi Charles VIII ont lieu des pourparlers qui devaient conduire à la paix entre les deux antagonistes. Le décès du duc Charles Ier survenu à Pignerol le 14 mars 1490 interrompt les négociations. Il appartiendra au successeur du défunt duc de poursuivre les transactions.

### La régence de Blanche de Montferrat (1490-1496)

Le duché de Savoie et les autres États italiens en 1494.

Le jeune duc Charles-Jean-Amédée de Savoie succède à son père Charles Ier de Savoie, mort en 1490 à Pignerol. Cet enfant de moins d'un an est élevé par sa mère, Blanche de Montferrat, duchesse de Savoie, (1472-1515). Le conseil ducal se prononce pour la régence de la duchesse de Savoie, au grand dam du comte Philippe de Bresse qui persiste à revendiquer le pouvoir et qui, malgré son insistance, ne l'obtient pas.
La duchesse de Savoie va devoir poursuivre les négociations restées en suspens à la mort du duc Charles Ier. Elle va signer le 24 juillet 1490  un traité par lequel elle s'engage à enlever les garnisons de la zone de Saluces et à restituer au marquis les territoires conquis par feu le duc Charles Ier.
Après la mort de  François de Savoie, gouverneur du duché de Savoie, survenue le 3 octobre 1490, la duchesse de Savoie se rapproche du comte de Bresse et le nomme gouverneur général des États de Savoie. Il sera ainsi en mesure d'assumer la succession éventuelle de la dynastie de Savoie.
La duchesse de Savoie donne diplomatiquement au roi Charles VIII de France l'autorisation de traverser ses États pour aller combattre en Italie. À la tête d'une puissante armée, Charles VIII entame en 1494 la guerre d'Italie.

### Le règne du duc Philippe II de Savoie (1496-1497)
Le duc Philippe II de Savoie, connu autrefois sous le nom de Philippe de Bresse, succède à son petit-neveu, Charles-Jean-Amédée, mort à l'âge de 7 ans à Moncalieri, le 19 avril 1496. Il aura attendu longtemps cette promotion. Il n'y parvient qu'à 50 ans passés et pour une durée inférieure à deux ans. Il meurt au monastère de Lémenc (Chambéry) le 7 novembre 1497.
De son union avec Marguerite de Bourbon, le duc Philippe II est le père de la princesse Louise de Savoie (1476-1531). La princesse épouse Charles d'Orléans, duc d'Angoulême. Elle est la mère du roi de France François Ier.

### Le règne du duc Philibert II de Savoie (1497-1504)
Le duc Philibert II de Savoie succède à son père, Philippe II, mort à Chambéry, le 7 novembre 1497.
Il épouse en 1501, en secondes noces, Marguerite d'Autriche (1480-1530), fille de l'Empereur Maximilien Ier du Saint-Empire. Elle sera la marraine de Charles Quint. Cette alliance prestigieuse va conditionner l'avenir des alliances  de la Maison de Savoie. Les chroniqueurs auront l'occasion ultérieurement de relater les exploits guerriers du duc Emmanuel-Philibert de Savoie, généralissime des armées de son oncle Charles Quint et de son cousin Philippe II d'Espagne. Et, entre le XVIIe et le XVIIIe siècle, le prince Eugène de Savoie, lointain descendant du duc Emmanuel-Philibert, devient généralissime des armées du Saint-Empire et participe aux combats que son cousin, Victor-Amédée II de Savoie,  doit soutenir contre les armées du roi Louis XIV.
Le duc Philibert II de Savoie meurt sans laisser de postérité, le 10 septembre 1504. Il fut enseveli dans la magnifique Église de Brou que fit bâtir son épouse, Marguerite d'Autriche. Cette dernière devint ultérieurement gouvernante des Pays-Bas et négocia avec sa belle-sœur, Louise de Savoie, le 5 août 1529 le Traité de Cambrai, appelé La Paix des Dames.

### Le règne deCharles III Le Bon(1504-1553) et la première occupation française (1536)
Charles III de Savoie, succède à son frère Philibert II de Savoie, mort le 10 septembre 1504 à Pont d'Ain. En 1514, il donne à son frère Philippe de Savoie (1490-1533), futur duc de Savoie-Nemours, l'apanage du comté de Genevois et des baronnies du Faucigny et de Beaufort. Son règne est jalonné d'événements considérés comme malheureux. L'historien Henri Ménabréa y voit ainsi la trace d'une faiblesse de caractère de ce souverain qu'il dépeint pourtant comme bien doué et très honnête, alors que l'archiviste Robert Avezou souligne plutôt « les mécanismes intrinsèques de l'histoire régionale ».

#### 1515: L'échec du projet de fondation de l'évêché de Chambéry
Avant le règne de Charles III, il n'existait pas encore d'évêché dans la capitale de Savoie. La cité de Chambéry était placée sous la juridiction de l'évêque de Grenoble et de l'archevêque de Vienne. Le roi de France s'était toujours opposé à l'érection d'un évêché à Chambéry.
À titre de compensation, le duc Amédée IX de Savoie, en alléguant le culte attaché à la vénération du Saint-Suaire, n'avait obtenu que la création du chapitre de la Sainte-Chapelle du château de Chambéry par bulle du 21 avril 1467 du pape Paul II. Directement soumis à la juridiction du saint-siège, le doyen qui avait rang d'évêque était autorisé de porter la mitre, l'anneau et le bâton pastoral en présence du duc et de la duchesse, les jours de fêtes votives.
En 1515, le duc Charles III, dans la droite ligne de ses prédécesseurs, va tenter d'obtenir en vain l'érection d'un évêché à Chambéry, ayant déjà fait son choix pour occuper la fonction, du savoyard Urbain de Miolans. L'évêque de Grenoble, appuyé par l'archevêque de Vienne et par le roi François Ier de France, s'y oppose. La bulle du 21 mai 1515 du pape Léon X est annulée. Il faudra attendre 1779 pour que l'Évêché de Chambéry soit enfin créé, par une bulle du pape Pie VI en date du 18 août 1779.

#### 1526: Les relations conflictuelles et la sécession de Genève
Une autre déconvenue à laquelle est confronté Charles III est la sécession de Genève. Sur le plan historique, la souveraineté de la ville de Genève se partage entre l'évêque, la Maison de Savoie et les conseils représentés par les bourgeois de la ville. Cette trilogie est à l'origine de la division survenue entre, d'une part les bourgeois qui recherchent leur indépendance et d'autre part l'évêque allié au duc Charles III. En même temps que les bourgeois de Genève s'associent secrètement aux cantons suisses, Luther rédige les fameuses propositions qui vont conduire au protestantisme, dont Genève deviendra la capitale.
À la suite de nombreuses escarmouches, le 10 septembre 1525, le duc entre dans Genève avec dix mille hommes et tient dans le cloître Saint-Pierre l'assemblée dite  Conseil des hallebardiers pour tenter de réduire les forces rebelles. En vain, car le 12 mars 1526, les bourgeois de Genève ratifient un traité d'alliance dite de combourgeoisie avec Fribourg et Berne. L'évêque, Pierre de La Baume quitte Genève en juillet 1527. Charles III abandonne le Vidomnat et le château de l'Isle où résidaient son lieutenant et son châtelain qui étaient les juges de première instance en matière civile.
Pendant cinq ans, les bourgeois de Genève et les savoyards se livrent des combats indécis. Puis, le conseil de Genevois obtient le traité d'indépendance de Saint-Julien du 19 octobre 1530. Genève décrète le 27 août 1535, l'abolition du culte catholique et ordonne que la religion réformée soit désormais la seule observée dans la ville. L'ancien chapitre de Genève se fixe définitivement à Annecy.

#### 1536: L'invasion et l'occupation française, bernoise et valaisanne
Après la sécession de Genève, la Savoie va être prise dans le tourbillon du conflit qui s'est réveillé entre les rois de France et la Maison d'Autriche. L'épouse de Charles III, Béatrice de Portugal, belle-sœur de Charles Quint, ne cache pas ses sympathies pour ce dernier. La Savoie qui avait pourtant été l'alliée de François Ier en 1525 lors de la bataille de Pavie est maintenant présumée être plus ou moins passée dans le camp ennemi. Le roi de France qui s'est décidé à effectuer une descente en Italie veut s'assurer préalablement du contrôle de la Savoie et du Piémont. En 1536, les troupes Françaises entrent en Savoie conjointement avec les Bernois et les Valaisans. Les troupes de Charles III n'opposent qu'une faible résistance aux envahisseurs. Seule la citadelle de Nice reste inviolée. Le pays est non seulement occupé, mais aussi démembré. Les Bernois s'emparent du pays de Vaud et s'installent à Thonon, dans le pays de Gex et une partie du Genevois. Les Valaisans occupent Evian, le Val d'Abondance, le pays de Gavot et la vallée d'Aulps et y favorisent les religieux catholiques. La Savoie, occupée par les Français, est rattachée au Dauphiné.[réf. nécessaire]
Il ne reste plus à Charles III que Verceil, quelques places au Piémont de l'est, la vallée d'Aoste et Nice. La politique d'occupation française en Savoie respecte les usages locaux et ne rencontre guère de résistance. Il s'en est fallu de peu que la Savoie ne devienne définitivement française, mais, en 1559 le traité du Cateau-Cambrésis permet au duc Emmanuel-Philibert, de recouvrer les provinces occupées par la France depuis 1536.
Au total, nonobstant quelques réactions locales, vite atténuées, l'occupation française, a profondément influencé toute une génération de savoyards pendant vingt-trois ans de 1536 à 1559. Les historiens s'accordent pour reconnaître qu'elle a été bénéfique à la Savoie qui avait perdu son malheureux duc, réfugié à Nice, puis à Verceil. Tout en respectant les coutumes locales, les Français ont apporté des réformes et des améliorations dans la gestion du pays. Dès 1536, François Ier avait réorganisé la justice par la création du Parlement de Chambéry, le rétablissement de la Chambre des Comptes, le maintien du Présidial d'Annecy, l'institution des baillis de Savoie, Maurienne, Tarentaise, Bresse et Bugey. Les titulaires de ces offices étaient pour la plupart savoyards et leur expérience permit au duc Emmanuel-Philibert de réorganiser son pays dès 1559.
Ajoutons que l'Ordonnance de Villers-Cotterêts de 1539 permit à la Savoie de rédiger en français les actes de justice, de distinguer entre elles les juridictions civile, criminelle et ecclésiastique, de réorganiser le notariat et de créer les registres paroissiaux, ancêtres de nos registres d'état civil. Le français deviendra la langue administrative avec Emmanuel-Philibert à la suite d'un édit du 11 ou 15 février 1560, la substituant au latin dans les actes des tribunaux.
Enfin, en occupant la Savoie, les Français n'avaient pas la vocation d'annexer le pays, comme en témoigne l'attitude du roi Henri II qui refusa en 1550 de réunir le Parlement de Chambéry à celui de Grenoble.

## La Restauration des États de Savoie (1553-1580)

### Le règne du duc Emmanuel-Philibert de Savoie (1553-1580)
Le duc Emmanuel-Philibert succède à son père, Charles III, mort le 17 août 1553. Son règne est caractérisé par trois épisodes : la victoire de Saint-Quentin (1557) ; le traité du Cateau-Cambrésis (1559) et le transfert de la capitale de Chambéry à Turin (1562).

#### 1557: Victoire de Saint-Quentin
Lorsqu'il reçoit la couronne ducale en 1553, le jeune Emmanuel-Philibert n'hérite que des lambeaux de territoires libres de l'occupation française. En tant que chef de guerre, surnommé "tête de fer", il remporte la bataille de Saint-Quentin le 10 août 1557 contre les troupes françaises du roi Henri II, comme général en chef des armées impériales de son cousin, le roi Philippe II d'Espagne, successeur de Charles Quint.

#### 1559: Traité du Cateau-Cambrésis
Non seulement le traité du Cateau-Cambrésis du 25 avril 1559 restaure les États de Savoie y compris la Bresse, le Bugey et le Pays de Gex, mais il donne également au duc une épouse qui n'est autre que la fille de François Ier, la princesse Marguerite de France (1523-1574), sœur du roi Henri II. La nouvelle duchesse de Savoie va mettre en œuvre tous ses talents diplomatiques pour faire activer l'évacuation des places fortes savoyardes par les troupes françaises. De son côté, Emmanuel-Philibert bénéficie des conseils avisés de Michel de L'Hospital , autrefois attaché à la cour de France en tant que chancelier de la princesse.
Le  duc fait aménager un port à Villefranche-sur-Mer (La Darse), faisant fortifier le port avec le fort de Montalban et la citadelle Saint-Elme. Le premier arsenal voit le jour et une première flotte est mise à flot. De 4 galères en 1560, on passe à dix ; cependant le coût d'une telle marine ne permet que trois galères opérationnelles. La flotte savoyarde commandée par l'amiral André Provana de Leyni participe  à la bataille de Lépante (1571), où elle contribue à la victoire sur les Turcs.
D'abord servi par la chance, Emmanuel-Philibert est conseillé par des juristes expérimentés, tels Louis Milliet, vice-président, puis président du Sénat de Savoie, ou Emmanuel-Philibert de Pingon, ancien président du Conseil de Genevois, qu'il nomme Conseiller Référendaire, historiographe et Réformateur des Études de l'Université de Turin. Le duc de Savoie met au service de son pays toutes ses qualités d'homme d'État, sagace, autoritaire et débordant d'activités: Des recensements sont organisés, qui permettent de lever un impôt par capitation et ainsi d'assainir les finances. L'Église jouit toujours d'une position privilégiée: des jésuites sont installés à Chambéry qui va perdre son rôle de capitale en 1563, car l'invasion française a eu pour effet de convaincre Emmanuel-Philibert qu'il est nécessaire  d'installer sa capitale de l'autre côté des Alpes, à Turin. Comme le note Jacques Lovie, malgré la restauration de l'État qui peut donner une impression de richesse, et le maintien de la paix qui préserve le pays du pillage des armées en campagne, la Savoie demeure une région pauvre, où les villages comptent une majorité de misérables, conduisant à un flux constant d'émigration, surtout vers la Suisse et les pays rhénans.
Emmanuel-Philibert signe le 8 août 1562 avec la France le Traité de Blois qui lui rend tout le Piémont, sauf la Forteresse de Pignerol.

#### 12 décembre 1562: Transfert de la capitale de Chambéry à Turin
Le 12 décembre 1562, le duc  Emmanuel-Philibert de Savoie fait son entrée en majesté à Turin, à la tête d'une troupe de six-cents seigneurs, hommes d'armes à cheval et détenteurs d'oriflammes savoyards  portant de gueules à la croix d'argent. Sur la place de la citadelle, il annonce aux habitants que Turin sera désormais sa capitale, en remplacement de Chambéry.
Les historiens estiment que Chambéry et le duché vont désormais péricliter comme une possession excentrique de plus en plus étroitement contrôlée par des fonctionnaires. Bien que les savoyards se plaignent des contrôles souvent tatillons des fonctionnaires piémontais, il convient d'indiquer que le duché de Savoie conserve une relative autonomie.  Le duc Emmanuel-Philibert avait en effet, promulgué l'édit du 11 février 1560 qui institue  à Chambéry le Souverain-Sénat de Savoie. Ses présidents successifs, tous originaires de Savoie, ont la capacité de gouverner le duché au nom de leur souverain, en toute indépendance des institutions piémontaises. Et, le 22 septembre 1561, par l'Édit de Rivoli, le duc de Savoie avait manifesté clairement son souci de préserver l'usage de la langue française dans le pays de ses ancêtres. Il institue le remplacement du latin dans les actes officiels par le français dans le duché de Savoie, alors que c'est la langue italienne qui prévaudra dans les actes piémontais. Le peuple savoyard conserve donc sa spécificité en s'exprimant en français, et  aussi en patois . Jamais il n'y a eu en Savoie de séparation entre les dirigeants, à quelque degré de gouvernement qu'ils appartiennent, et le peuple. Nos ducs et nos nobles n'ont point dédaigné le patois, tous l'ont parlé plus ou moins ; mais aussi le français, langue des gens de bonne compagnie, n'est point apparu aux populations des petites villes et des campagnes comme un langage distinctif d'une caste particulière, seigneuriale et distante, relate Arnold Van Gennep.
L'Armorial et nobiliaire de Savoie du comte Amédée de Foras détaille le sort des familles nobles savoyardes dont un certain nombre de membres ont rejoint la cour du duc de Savoie à Turin, soit en tant que membres de l'administration, soit en qualité d'officiers de l'armée.

#### Le retour de l'ensemble des terres du duché
Le traité de Lausanne signé le 30 octobre 1564, permet de récupérer les bailliages de Thonon, de Gex et de Ternier-Gaillard, qui étaient occupés depuis 1536 par les Bernois. En contrepartie, Emmanuel-Philibert accepte d'abandonner sa souveraineté sur Genève et le pays de Vaud ainsi que sur les quatre Mandements d'Aigle (Aigle, Ollon, Bex, Les Ormonts) conquit en 1475 par les Bernois.
Par le traité de Thonon signé le 4 mars 1569, le Duc de Savoie Emmanuel-Phillibert règle la question des territoires conquit par le Valais en 1536 : Evian, le pays de Gavot ainsi que Saint-Jean d’Aulps reviennent à la Savoie, les Sept Dizains conservent les territoires à l'est de la Morge (de St-Gingolph), soit le Chablais valaisan actuel.

## Nouvelle période de troubles (1580-1630)

### Le règne de Charles-EmmanuelIerde Savoie (1580-1630)
Le duc Charles-Emmanuel Ier de Savoie, succède à son père, Emmanuel-Philibert de Savoie, mort le 30 août 1580, à Turin.
Charles-Emmanuel Ier dit le Grand est aussi aventureux que son père était sage. Il veut mettre à profit l'affaiblissement de la France par les guerres de religion et conquiert le marquisat de Saluces, avec la perspective de reconquérir ensuite Genève, le pays de Vaud, le Dauphiné et la Provence. C'est à cette époque que sont lancés des travaux de renforcement des citadelles dans les différentes parties de la Savoie (Fort de l’Annonciade à Rumilly, forteresse de Montmélian, citadelles de l’Avant-Pays savoyard) afin de défendre au mieux les cols et passages des Alpes, loin de Turin. Les visées aventureuses de Charles-Emmanuel tournent au fiasco complet et la Savoie se retrouve envahie par toutes sortes de troupes étrangères : Bernois, Valaisans et protestants français dans le Chablais, Français dans le Grésivaudan, sans compter les troupes mercenaires, en principe au service de Charles-Emmanuel, mais qui vivent, comme les autres sur le pays.

#### La guerre franco-savoyarde (1600) et le traité de Lyon (1601)
Le 14 août 1600 Henri IV déclare la guerre à la Savoie. Sous les ordres du maréchal de Biron, le futur connétable de France Lesdiguières  commande les troupes françaises qui pénètrent en Savoie. Tandis que le premier se rend maître de Bourg-en-Bresse et du Pont-d'Ain, le second s'empare de la ville de Montmélian, puis Sully assiège la citadelle du bourg. La ville de Chambéry est assiégée ainsi que Conflans qui est démantelé, les archives sont brûlées, différents châteaux et églises sont saccagés.
Sully et Henri IV s'investissent personnellement et contraignent Charles-Emmanuel à signer le Traité de Lyon le 17 janvier 1601. Le duc paye 300 000 livres pour les frais de la guerre et conserve le marquisat de Saluces. Henri IV rend les places conquises en Savoie, mais pas le matériel ni les canons capturés ou saisis.
Le royaume de France annexe définitivement la Bresse, le Bugey, le comté de Gex, le Valromey, plus tout le cours du Rhône depuis sa sortie de Genève.
L'échange ainsi consenti par le duc de Savoie pour récupérer le marquisat de Saluces produisit une impression douloureuse chez les Savoyards. Dépossédée de ses provinces, la Savoie tombait à la condition vulgaire de simple dépendance du Piémont. On railla le duc « d'avoir échangé ses gentilshommes bressans contre moitié moins de paysans piémontais ». Effectivement, la plupart des gens de  la noblesse et des riches propriétaires de ces provinces abandonnèrent Chambéry pour adopter la nationalité française. Cette ville qui comprenait 1634 chefs de famille, n'en avait plus que 460.

#### L'Escalade de Genève (1602)
En persistant dans ses intentions pour réduire ce « nid de chenilles », le duc Charles-Emmanuel Ier se lance imprudemment à l'assaut de Genève dans la nuit du 11 au 12 décembre 1602, à la tête d'une armée de 4 000 soldats, composée en grande partie de piémontais et de mercenaires espagnols. Il subit un échec piteux lors de cette tentative de coup de force, connu sous le nom de L'Escalade.  Chaque année, les Genevois célèbrent l'anniversaire de la cuisante défaite du duc Charles-Emmanuel Ier, qu'ils considèrent comme une fête nationale.
Le traité de Saint-Julien ratifié le 21 juillet 1603, sous la pression de la France, est accueilli avec enthousiasme tant chez les Genevois que chez les Savoyards.

#### La Savoie ravagée par la peste. L'invasion des armées de Louis XIII (1630)
Depuis la signature du traité de Saint-Julien du 21 juillet 1603, le duc Charles-Emmanuel Ier participe à des conflits locaux en Italie et pratique une politique de bascule entre la France et l'Espagne. Le 25 avril 1610, il signe le Traité de Bruzolo, conjointement avec le duc de Lesdiguières représentant le roi Henri IV. L'alliance projetée contre l'Espagne, entre la France et la Savoie, est rompue lors de l'assassinat d'Henri IV survenu moins d'un mois après cette signature, le 14 mai 1610. Le roi Louis XIII succède à son père, à l'âge de huit ans. Sa mère, Marie de Médicis, assume la régence du royaume de France. Elle va pratiquer une politique d'alliance matrimoniale avec l'Espagne, nommer Richelieu secrétaire d'État à la Guerre et aux Affaires étrangères. Mais, le coup d'État du 24 avril 1617 permet au jeune Louis XIII de prendre directement le pouvoir, assisté du cardinal de Richelieu.
Le 21 juillet 1615, le duc Charles-Emmanuel Ier avait ratifié le traité d'Asti. Ce traité suspendait provisoirement la campagne militaire engagée par le duc qui revendiquait en vain la succession de la principauté de Montferrat. En accord avec la France, l'arbitrage du conflit a été confié à l'Espagne.
Puis, le duc de Savoie est mêlé à tous les conflits en Piémont, en Italie et en Savoie. Fidèle à sa politique de bascule, il va s'allier ou s'opposer aux Espagnols, aux Huguenots ou aux Français. Ses frontières sont sauvegardées, mais ses finances sont largement épuisées.
En 1627, la France avait tranché le conflit de Montferrat en faveur du duc de Nevers, contre les intérêts du duc de Savoie. Alliées aux ligues grisonnes protestantes, les forces du roi Louis XIII, tenaient la vallée de La Valteline. Elles vont  envahir le Pas de Suse au mois d'avril 1629. La peste ravage les états de Savoie et fait de nombreuses victimes
Le duc, après avoir longtemps négocié avec les émissaires de Richelieu sur le maintien de la convention de Suse, qui instituait une trêve entre les belligérants, décide de rompre son alliance avec la France et prend le parti de l'Espagne. La réaction de Louis XIII est immédiate : à la tête d'une nombreuse troupe dirigée par trois de ses meilleurs stratèges, il envahit la Savoie et rentre triomphalement à Chambéry le 17 mai 1630. Le duc Charles-Emmanuel Ier, vieillissant et probablement atteint de la peste, est mort en pleine campagne militaire, le 26 juillet 1630 à Savillan, laissant à son fils, Victor-Amédée Ier, une succession désastreuse.
Au cours de ce long règne de 50 ans, la Savoie ne respirait plus, victime des manœuvres guerrières et diplomatiques de son ambitieux souverain. Traversé par les troupes ennemies ou alliées, le pays était pillé et les dépenses engagées par Charles-Emmanuel Ier l'avait ruiné. Sa disparition venait à point pour permettre à son successeur de rétablir l'ordre et la paix.

## Réforme et Contre-Réforme
Comme le reste de l'Europe, la Savoie a été touchée à partir du XVIe siècle par les grands mouvements religieux que sont la Réforme protestante et la Contre-Réforme catholique. Genève, partie intégrante de la Savoie au début du XVIe siècle sera acquise à la Réforme et Calvin en fera un état théocratique en 1541. Les catholiques quittent Genève en 1535, et l'évêché du Genevois s'installe à Annecy. Avec l'invasion du Chablais par les Bernois en 1536,  cette province sera poussée dans le camp de la Réforme.
En Savoie, la Contre-Réforme s'incarne dans François de Sales qui sera canonisé par la suite. Non seulement il est l'artisan de la reconquête catholique du Chablais, à partir de 1594, mais il parvient également à revivifier une Église en pleine décadence. Le diocèse de Genève-Annecy est complètement visité, les peuples prêchés, les notables amenés à un niveau de spiritualité rarement atteint. Il mène ainsi une véritable politique contre-réformiste face à la Nouvelle Rome genevoise. Le catholicisme raffermi demeure une composante importante de l'identité savoyarde.

## La Savoie au cours desXVIIeetXVIIIesiècles

### L'accalmie

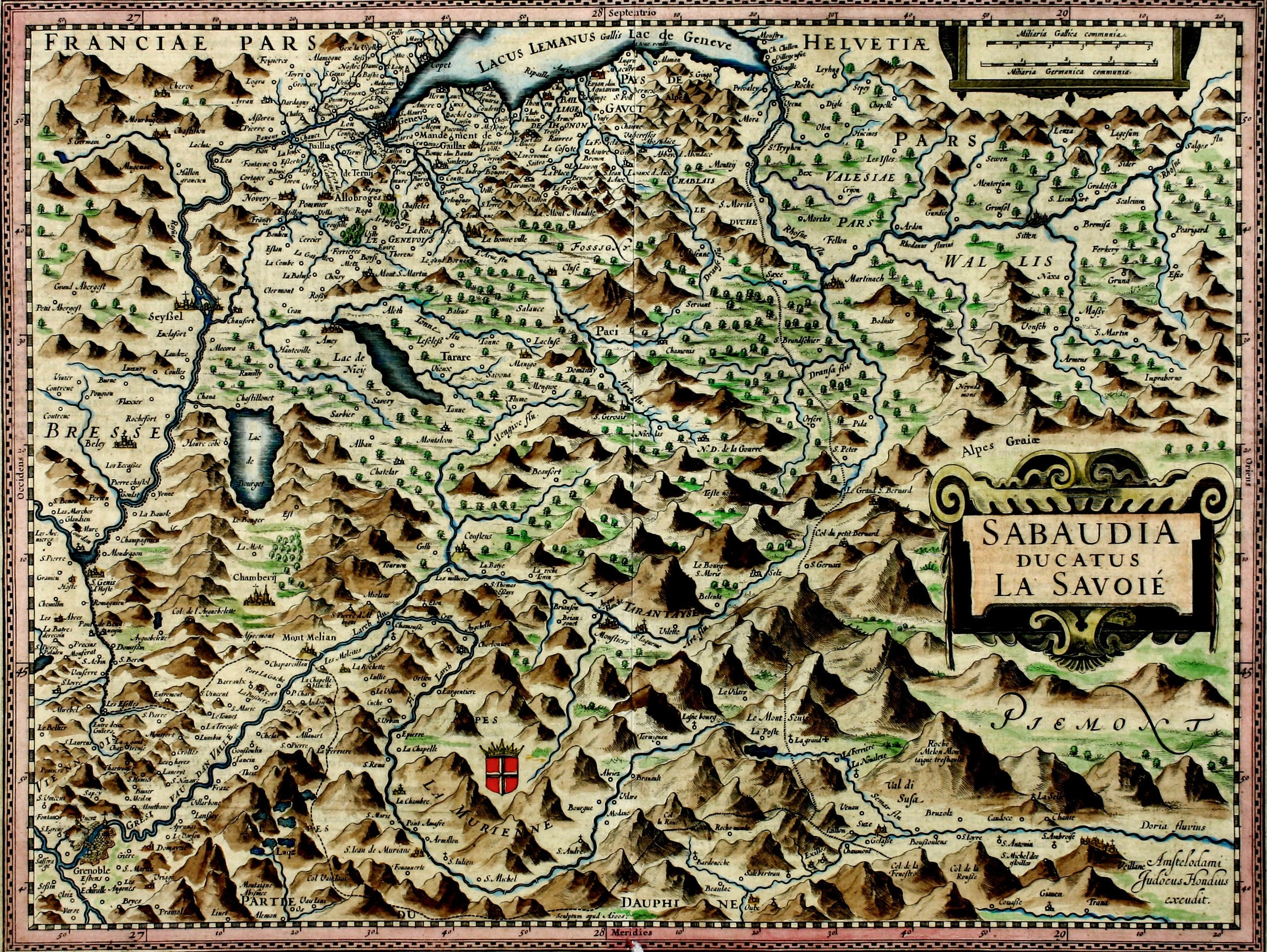
Carte du duché de Savoie en 1631.

À partir de 1631, après le traité de Cherasco, la Savoie peut jouir d'une vie relativement paisible, même si cette paix se fait à l'ombre de la puissance grandissante de la France. Louis XIV traitera vraiment le duché de Savoie-Piémont en État vassal. Pour autant, la paix retrouvée ne produit pas l'abondance dans ce pays qui reste pauvre. Une partie de la population doit émigrer. Cette émigration concerne surtout les régions montagneuses, Faucigny en tête. Les lieux de destination sont l'Allemagne, Genève, le Valais, le pays de Vaud, la Franche-Comté, la Lorraine, la Bourgogne et les Flandres. Lyon et le Piémont sont également un lieu de destination pour les populations des vallées de la Tarentaise et de la Maurienne.
Le niveau culturel général connait une progression. À la fin du siècle, la plupart des habitants de la Tarentaise savent lire et écrire. Dans les vallées intérieures, les familles aisées, mais aussi les émigrés ayant gagné quelque argent fondent des écoles.

### Le règne du duc Victor-AmédéeIerde Savoie (1630-1637)
Le duc Victor-Amédée Ier de Savoie, né en 1587, succède en 1630 à son père, Charles-Emmanuel Ier, mort le 26 juillet 1630 à Savillan.
En prenant le pouvoir, il trouve son pays en pleine débâcle: les armées de Louis XIII avaient envahi la Savoie, le duc Charles-Emmanuel Ier venait de mourir subitement et la peste ravageait le pays. Devant cette situation tragique, Victor-Amédée Ier, inspiré par l'abbé Mazarin, va ratifier le Traité de Cherasco le 6 avril 1631 et renoncer au duché de Montferrat. En outre, il doit céder Pignerol aux Français. En contrepartie, il obtient la libération de son pays.
Victor-Amédée Ier cherche à rester rigoureusement neutre, mais en 1635, Richelieu l'incite à se prononcer ouvertement pour la France. Le duc va ratifier, le 11 juillet 1635 le Traité d'alliance de Rivoli, réunissant contre l'Espagne à la fois la France et les ducs de Savoie, de Parme, de Modène et de Mantoue. Le duc de Savoie marche sur la Lombardie avec les troupes françaises, mais il meurt soudainement à Verceil en 1637.

### La régence de Christine de France (1637-1638)
Le petit duc François-Hyacinthe de Savoie, né en 1632, succède à l'âge de 5 ans en 1637 à son père, Victor-Amédée Ier, mort le 7 octobre 1637 à Verceil.
La régence des États de Savoie est assumée par sa mère, Christine de France, duchesse de Savoie, face à ses deux beaux-frères, les princes Thomas de Savoie-Carignan et Maurice de Savoie qui revendiquaient ce poste et ne l'obtiendront pas. Elle est la sœur de Louis XIII et elle obtient son soutien contre les courtisans du prince François-Hyacinthe favorables à l'Espagne. Le jeune François-Hyacinthe meurt à Turin le 4 octobre 1638.

### Le règne du duc Charles-Emmanuel II de Savoie (1638-1675)
Le duc Charles-Emmanuel II de Savoie, né en 1634, succède à l'âge de 4 ans, en 1638, à son frère François-Hyacinthe de Savoie, mort à l'âge de 6 ans, le 4 octobre 1638, à Turin.
Sa mère, Christine de France, sœur du roi Louis XIII, va assumer la régence des États de Savoie jusqu'en 1648. Puis, à la demande de son fils, elle continuera à gouverner le pays jusqu'à sa mort, survenue en 1663. Par la suite, le duc Charles-Emmanuel II va gouverner ses États sous l'influence politique du Roi Soleil.
Le duc Charles-Emmanuel II de Savoie avait épousé en 1665, en secondes noces, Marie-Jeanne-Baptiste de Savoie-Nemours , descendante de la branche cadette apanagée de la dynastie de Savoie, dernière héritière du duché de Genevois. Par cette alliance, Charles-Emmanuel II a obtenu la réintégration du duché de Genevois et de sa capitale, Annecy, dans le duché de Savoie.

### Le règne du duc Victor-Amédée II de Savoie (1675-1730)
Le duc Victor-Amédée II de Savoie, né en 1666, succède en 1675, à l'âge de 9 ans, à son père, Charles-Emmanuel II de Savoie, mort le 12 juin 1675 à Turin. Durant son jeune âge et jusqu'en 1684, la régence des États de Savoie va être assumée par sa mère, Marie-Jeanne-Baptiste de Savoie-Nemours.

#### L'extension territoriale
Le duc Victor-Amédée II a fait preuve de nombreux talents diplomatiques, en adhérant à la Ligue d'Augsbourg, en s'alliant avec le Saint-Empire romain germanique, puis en renversant son alliance en faveur de la France de Louis XIV. Ses variations ont abouti à une importante expansion  territoriale.
Au total, le duc Victor-Amédée II de Savoie, signataire du traité d'Utrecht, obtient en 1713 la libération des États de Savoie qui vont être évacués par les armées du roi Louis XIV. Certaines terres font leur retour à la couronne : une partie du Milanais, le Montferrat, Alexandrie et Valenza. Le royaume de Sicile fait partie en 1713 des attributions accordées, (moyennant finances), à Victor-Amédée II. Ce dernier peut désormais afficher un titre royal que la maison de Savoie convoitait depuis longtemps.
Puis, en 1720, Victor-Emmanuel II de Savoie, nouveau et éphémère roi de Sicile, échange son île de Sicile contre l'île de Sardaigne avec l'empereur Charles VI d'Autriche. La Sardaigne ayant le statut de royaume, il portera désormais le titre de « roi de Sardaigne ».

#### Mémoire sur la réintégration  du duché de Genevois au sein des États de Savoie
Préalablement au traité d'Utrecht, une expansion territoriale de taille, dont on parle rarement, reposait sur le retour du duché de Genevois et de sa capitale Annecy dans le giron du duché de Savoie en 1659, retour confirmé en 1665, un an avant la naissance du duc Victor-Amédée II.
En effet, le Genevois avait été donné en apanage à la branche de Savoie-Genevois, future branche de Savoie-Nemours, depuis 1514. Au fil du temps, bien que le duc de Savoie ait en principe conservé le contrôle du duché de Genevois, ce territoire échappait à ses obligations, en contractant parfois des alliances politiques opposées à celles de la Savoie, au risque de faire sécession. Dès la mort du dernier duc de Savoie-Nemours, Henri II, survenue en 1659, le président du Sénat de Savoie, Jean-Louis Milliet, marquis de Challes, se transporte à Annecy, au palais de l'Île, lieu où se rend la justice, et y déclare les pays de Genevois, Faucigny et Beaufort réunis au domaine de la Savoie, supprime les conseils de justice et de finance et nomme, par provision des officiers ad intérim. La mère du duc Victor-Amédée II, Marie-Jeanne-Baptiste de Savoie-Nemours, qui avait hérité le duché de Genevois de son oncle Henri II, est venue confirmer ce rattachement par son mariage en 1665 avec le duc Charles-Emmanuel II de Savoie. Cette réunification présente un caractère historique de première importance.

#### Le temps des combats
On ne saurait passer sous silence l'aspect guerrier du règne du duc Victor-Amédée II de Savoie. Ayant pris le parti du Saint-Empire romain germanique, les États de Savoie ont subi l'invasion et l'occupation des troupes françaises. On a déploré notamment à la cour de Turin la chute en 1691 du fort de Montmélian en Savoie et la prise de Nice dont les remparts et la forteresse ont été totalement démantelés.
En contrepartie, Victor-Amédée II a bénéficié de l'aide puissante de son cousin, le prince Eugène de Savoie, généralissime des armées du Saint-Empire, dans des combats aux fortunes diverses, qui se sont déroulés dans tous les territoires occupés, avec toutefois une incursion de courte durée en Dauphiné et en Provence. On retiendra que le duc de Savoie a réussi à résister victorieusement en 1706, lors du siège de Turin par les armées françaises, au cours duquel s'est illustré le soldat-mineur piémontais, Pietro Micca, célébré comme un héros national par toute l'Italie.

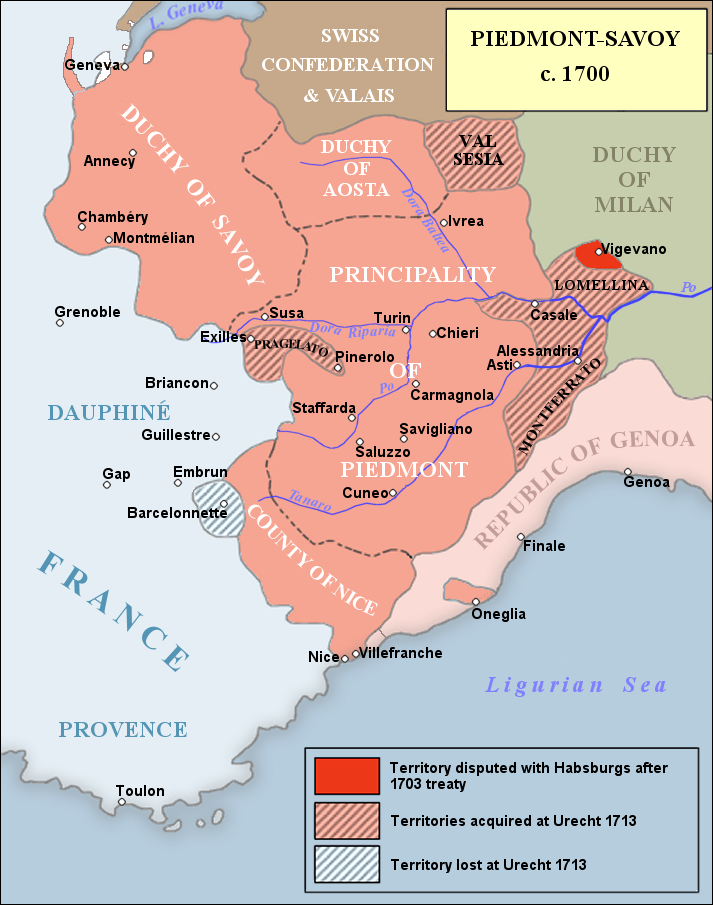
Duché de Savoie en 1700.

Le duc Victor-Amédée II de Savoie, prince de Piémont et nouveau roi de Sardaigne, abdique en 1730 en faveur de son fils, Charles-Emmanuel.

### Le règne du roi Charles-Emmanuel III de Sardaigne (1730-1772)
Le roi Charles-Emmanuel III de Sardaigne (1701-1772) succède en 1730 à son père, Victor-Amédée II qui a abdiqué en sa faveur, le 3 septembre 1730. Le roi de Sardaigne est confronté à deux conflits : la Guerre de Succession de Pologne, puis la Guerre de succession d'Autriche.

#### L'occupation de la Savoie par l'Espagne (1742-1749)
Charles-Emmanuel III s'étant placé du côté de l'Autriche en 1741, la Savoie subit en 1742 une offensive espagnole qui entraîne son occupation jusqu'à la fin de la guerre de Succession d'Autriche. Pendant cette période, l'Espagne est représentée à Chambéry par l'infant Philippe, qui partira en décembre 1748, après le traité d'Aix-la-Chapelle ; les dernières troupes espagnoles quittent la Savoie en février 1749.

#### Le Traité de Turin de 1760
Le traité de Turin, signé le 24 mars 1760 entre la France et le royaume de Sardaigne, permet de délimiter la frontière entre les territoires de la Savoie, de Nice et du Piémont, et ceux du royaume de France. Les études et les plans ont été réalisés par Pierre Joseph de Bourcet, directeur des Fortifications du Dauphiné, pour le roi Louis XV.

#### Les Royales Constitutions et la modernisation du royaume
Le gouvernement de Charles-Emmanuel est fondé sur un absolutisme rigoureux, mais il est principalement géré par ses ministres, le marquis d'Orméa, jusqu'en 1745 et par Bogino. De profondes réformes vont avoir lieu, dans le prolongement des Statuta Sabaudiae du duc Amédée VIII de Savoie (« Statuts de Savoie » de 1430). Les Royales Constitutions, avaient été mises en application en 1723 et leur application contribue à la modernisation du royaume.
Charles-Emmanuel III  effectue les nouvelles réformes pour moderniser son pays. Il dote le royaume d'une armée de 30 000 hommes, et  il peut ainsi se passer du concours de la noblesse féodale. Il accorde de plus en plus de pouvoirs à ses fonctionnaires, aux dépens de ceux des communautés d'habitants.
En vue d'instituer un impôt le plus juste possible, et donc le plus efficace, il met sur pied en 1728 l'immense chantier de la Mappe sarde, c'est-à-dire un cadastre à l’échelle 1:2400. De passage à Chambéry à cette époque, c'est en travaillant aux services du cadastre que Jean-Jacques Rousseau gagnera sa vie. En 1746, une monnaie papier est créée. Enfin, l'édit du 15 février 1755 permet d'uniformiser le rapport entre les différentes monnaies (or et argent), définissant désormais le titre des monnaies et un poids précis pour celles-ci dans l'ensemble du royaume.
En 1770, Charles-Emmanuel III va promulguer une nouvelle version de la Royale Constitution de 1723, mise au point par Jacques Salteur et François-Xavier Maistre, respectivement Ier président et second président du Sénat de Savoie. L'œuvre de modernisation du royaume de Sardaigne sera prolongée par la suppression avec indemnisation des droits seigneuriaux, qui sera entreprise dès 1778 par son successeur, Victor-Amédée III. Le royaume de Sardaigne a ainsi pris une avance de 7 ans sur l'abolition des droits féodaux votée par la France révolutionnaire lors de la Nuit du 4 août 1789.
Pour comprendre les conditions du développement économique à cette époque, il faut bien prendre conscience des conditions de transport : les quelque cent vingt kilomètres pour aller de Chambéry à Thonon nécessitent trois jours de route. Ces conditions de transport rendent le commerce assez difficile. La Savoie vit en grande partie en autarcie, la plupart des échanges étant limités entre les vallées et les régions d'altitude. L'introduction de la pomme de terre à partir de 1740-50 et du maïs à partir de 1780 est un facteur de progrès.
Il y a bien une petite activité industrielle et minière dans les secteurs de Modane, de la Tarentaise et d'Annecy. Elle se limite aux besoins locaux. Le XVIIIe siècle voit quand même une innovation importante: le développement de l'industrie horlogère dans le Faucigny, notamment à Cluses, à 45 km de Genève. Cluses aujourd'hui encore conserve une importante collection issue de l'ancien Ecole Nationale d'Horlogerie au musée de l'Horlogerie et du Décolletage.

#### L'évolution sociale auXVIIIesiècle
La population savoyarde est formée à 90 % de paysans pour qui la vie reste rude et peut devenir dramatique comme en 1709, au cœur de l'occupation française de 1703-1713, lors du terrible « grand hiver » de 1709 qui conduit les sénateurs de Chambéry à rédiger un mémoire évoquant « la ruine complète et prochaine » de la province. Cette exposition permanente aux aléas du climat et des occupations étrangères n'empêche pas une certaine démocratie villageoise de s'épanouir : le dimanche, après la messe, les hommes se réunissent régulièrement sous la halle pour une assemblée générale annoncée en chaire par le curé. Un notaire est présent ainsi que le châtelain qui représente le seigneur ou le duc, mais l'assemblée est présidée par des syndics élus : Les sujets débattus portent sur l'entretien des biens communaux, moulins, fontaines, fours, pressoirs, de l'embauche de gardes-champêtres, du montant des impôts communaux. Dans l'Avant-pays d'Annecy, les biens communaux représentent 11,4 % de la superficie, dans des régions plus montagneuses, comme les Bauges ou le pays de Thônes, ce pourcentage atteint 43 %. Il est encore supérieur en Tarentaise ou en Maurienne. Les villages sont souvent plus riches en montagne, en partie grâce aux traditions d'immigration qu'autour de Chambéry où le fermage au profit de la noblesse et de la bourgeoisie domine.
Du côté des classes dominantes, on assiste d'une part à un renouvellement de la noblesse par anoblissement de la couche la plus élevée de la bourgeoisie : Magistrats, syndics, et d'un autre côté à un raidissement de la noblesse. C'est la bourgeoisie, qui désigne en Savoie, à cette époque, non pas des industriels, mais une classe de robins (c'est-à-dire de ces très nombreux notaires), qui avait participé au rachat des droits seigneuriaux à partir de leur mise en vente en 1770, et par une sorte de réflexe élitique, la noblesse leur en tient rigueur si bien que le rapprochement entre les deux classes privilégiées dont les droits et la position économique tendent à devenir identiques ne se fait pas. L'élargissement de la noblesse en effet n'est pas massif, c'est le roi qui garde en main son recrutement. La perte formelle des privilèges n'exclut pas leur maintien symbolique.

### Le règne du roi Victor-Amédée III de Sardaigne, (1773-1796) et la Révolution française
Le roi Victor-Amédée III de Sardaigne, (1726-1796), succède en 1773 à son père, Charles-Emmanuel III, mort le 20 février 1773 à Turin. Il s'oriente dès son avènement vers une action réformatrice, à l'instar de Frédéric II de Prusse dont il est l'admirateur.
Victor-Amédée III est un opposant de la Révolution française qui débute en 1789 à Paris. Très lié à la monarchie Française, une sœur et deux frères de Louis XVI ayant épousé ses enfants, il ouvre ses États aux émigrés français et refuse de recevoir l’ambassade de la République française. En septembre 1792, le duché de Savoie, ainsi que le comté de Nice, sont envahis et annexés à la France révolutionnaire.